# 梅拉格
梅拉格（法語：Mélagues，法語發音：[melaɡ]）是法国阿韦龙省的一个市镇，属于米约区。

## 地理
梅拉格（43°44'22"N, 3°1'3"E）面积44.51 平方千米，位于法国奧克西塔尼大區阿韦龙省，该省份为法国南部内陆省份，位于法國中央高原南部，北起顺时针与康塔爾省、洛泽尔省、加尔省、埃罗省、塔恩省、塔恩-加龙省和洛特省接壤。
与梅拉格接壤的市镇（或旧市镇、城区）包括：杜尔杜河畔阿尔纳克、布吕斯克、托里亚克-德卡马雷斯、阿韦讷、上卡斯塔内、格赖瑟萨克、圣热涅德瓦朗萨、马尔河畔圣热尔韦。

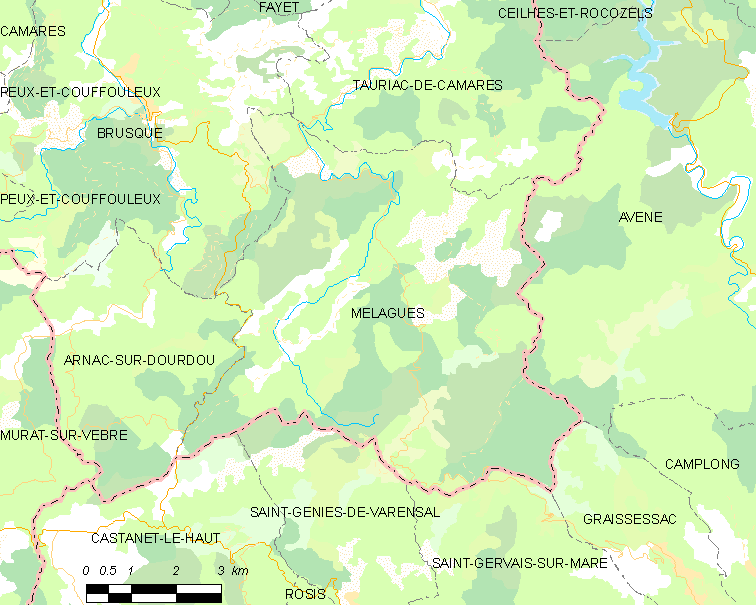
梅拉格的OSM定位图

梅拉格的时区为UTC+01:00、UTC+02:00（夏令时）。

## 行政
梅拉格的邮政编码为12360，INSEE市镇编码为12143。

## 政治
梅拉格所属的省级选区为科斯-鲁日耶县。

## 人口

1962-2008年间梅拉格人口变化图示

梅拉格于2022年1月1日时的人口数量为56人。